# Niccolò II Sanudo
Niccolò II Sanudo (fallecido después de 1374), llamado Spezzabanda, señor de Gridia (un feudo en Andros) y octavo duque consorte de Naxos, era hijo de Guglielmazzo Sanudo, señor de Gridia, y su esposa, y el segundo esposo de su prima Fiorenza Sanudo, séptima duquesa de Naxos, con quien reinó hasta su muerte.
Su prima se casó primero con Giovanni dalle Carceri, señor de Eubea, pero murió en 1358. Trató de volver a casarse, primero con el genovés Pietro Recanelli, capitán de Esmirna y miembro de la Maona di Chio e di Focea, y después con Nerio I Acciaioli, el futuro duque de Atenas, pero ambos potenciales maridos fueron vetados por la República de Venecia, que la secuestraron y llevaron a Creta. Allí fue obligada a casarse en 1364 con su primo Niccolò Spezzabanda, a quien los venecianos titularon como el octavo duque consorte.
Con su prima tuvo solo hijas: María, que heredó Andros, y Elisabetta Sanudo.